# Списак епизода серије У ритму срца

Аниме У ритму срца адаптација је истоимене манге коју је написала и илустровала Јошики Накамура. Серија се оригинално емитовала од 5. октобра 2008. до 29. марта 2009. године, са укупно 25 епизода.
У Србији, Црној Гори, Босни и Херцеговини и БЈР Македонији серија је почела са емитовањем 2013. на каналу Ултра, синхронизована на српски језик. Синхронизацију је радио студио Лаудворкс. Касније је емитована и на каналу Пинк 2. Нема ДВД издања.

## Списак епизода
| Бр. еп.  | Српски наслов / Јапански наслов                           | Премијера          |
| -------- | --------------------------------------------------------- | ------------------ |
| STAGE.01 | И кутија би отворена (そして箱は開けられた)               | 5. октобар 2008.   |
| STAGE.02 | Застрашујућа гозба (戦慄の)                               | 12. октобар 2008.  |
| STAGE.03 | Недостатак осећања (欠けてる気持ち)                       | 19. октобар 2008.  |
| STAGE.04 | Поновни сусрет (再会の迷宮)                               | 26. октобар 2008.  |
| STAGE.05 | Опасна територија (危険地帯)                              | 2. новембар 2008.  |
| STAGE.06 | Позив на бал (舞踏会への招待状)                           | 9. новембар 2008.  |
| STAGE.07 | Принцезин преокрет (プリンセス革命)                       | 16. новембар 2008. |
| STAGE.08 | Заједно смо у овоме (一蓮托生)                            | 23. новембар 2008. |
| STAGE.09 | Моћ речи анђела (天使の言霊)                              | 30. новембар 2008. |
| STAGE.10 | Плаветнило длана (てのひらのブルー)                       | 7. децембар 2008.  |
| STAGE.11 | Стварно лице олује (嵐の素顔)                             | 14. децембар 2008. |
| STAGE.12 | Отворена рана (開いた傷口)                                | 21. децембар 2008. |
| STAGE.13 | Борбене девојке (バトルガール)                            | 28. децембар 2008. |
| STAGE.14 | Тајни албум са маркицама (秘密のスタンプ帳)               | 11. јануар 2009.   |
| STAGE.15 | Заједно на минском пољу (地雷原と一緒)                    | 18. јануар 2009.   |
| STAGE.16 | Ненаклоност (嫌い×嫌い)                                   | 25. јануар 2009.   |
| STAGE.17 | Састанак са судбином (運命の)                             | 1. фебруар 2009.   |
| STAGE.18 | Грешни анђео (罪は天使のように)                           | 8. фебруар 2009.   |
| STAGE.19 | Последњи чин (最期の儀式)                                 | 15. фебруар 2009.  |
| STAGE.20 | Шанса (月の誘い)                                          | 22. фебруар 2009.  |
| STAGE.21 | Онај који је квалификован (資格を持つ者)                  | 1. март 2009.      |
| STAGE.22 | Дан када се свет распао (世界が壊れた日)                  | 8. март 2009.      |
| STAGE.23 | Обарач који је повучен (ひかれた引き金)                   | 15. март 2009.     |
| STAGE.24 | Веза која је постала дозвољена (そのコンタクトは許される) | 22. март 2009.     |
| STAGE.25 | И онда су се врата отворила (そして扉は開かれる)          | 29. март 2009.     |